# 弗朗索瓦·迪普雷
弗朗索瓦·路易·儒勒·迪普雷（法語：François Louis Jules Dupré，法語發音：[fʁɑ̃swa dypʁe]；1888年12月3日—1966年6月26日）出生於法國巴黎，逝世於牙買加，是法國酒店經營者、藝術收藏家和賽馬飼養者。

## 生平
弗朗索瓦·迪普雷是畫家朱爾·迪普雷的孫子，曾經擁有知名飯店雅典廣場酒店和喬治五世酒店，而且為這些飯店收藏了大量的藝術品。
弗朗索瓦·迪普雷最大的興趣是賽馬，1930年從貴族路易斯·德卡茲（法語：Louis Decazes）買下位於諾曼第大區卡爾瓦多斯省蓬杜伊的種馬場，他成為20世紀初法國最成功的賽馬飼養戶之一，他的馬Tantième贏得多項賽事：凱旋門大賽、賽馬會錦標、葉森橡樹大賽。